# Worlds Apart (2008)
Worlds Apart (dänischer Originaltitel: To verdener, wörtlich übersetzt: „Zwei Welten“) ist ein dänischer Film des Regisseurs Niels Arden Oplev, geschrieben von Oplev and Steen Bille. Der Film, basierend auf einer wahren Geschichte, zeigt das Leben der 17-jährigen Sara (Rosalinde Mynster) als Zeugin Jehovas, die sich in den 23-jährigen Teis (Pilou Asbæk) verliebt, der kein Zeuge Jehovas ist. Am 22. Februar 2008 wurde der Film auf der Berlinale 2008 erstmals der Öffentlichkeit vorgeführt und wurde von Dänemark für das Jahr 2009 für den Oscar in der Kategorie Bester fremdsprachiger Film vorgeschlagen.

## Handlung
Sara Dahl ist eine 17-jährige Schülerin und getaufte Zeugin Jehovas. Ihre Eltern Andreas und Karen sind ebenfalls Mitglieder bei den Zeugen Jehovas, ebenso wie ihre jüngere Schwester Elisabeth, die sich taufen lässt. Beide Schwestern sind eifrige Zeuginnen Jehovas und helfen auch ihrem kleinen Bruder August, die Lehren ihrer Religion zu verstehen. Eines Abends nach der Zusammenkunft belauscht Sara einen Teil eines Gespräches, in dem ihre Eltern darüber sprechen, wie sie mit den Ältesten gesprochen haben, weil es ein Problem gibt.
Andreas hat Ehebruch begangen und somit seine Frau betrogen, was bei den Zeugen Jehovas als eine der höchsten Sünden gilt. Obwohl Andreas dies tief bereut und auch seiner Tochter Sara gesteht was passiert ist, kann ihm seine Frau Karen dies nicht verzeihen und will die Scheidung.
Den Kindern, besonders Sara, ist diese Einstellung ihrer Mutter suspekt, schließlich hat ihm auch die Religionsgemeinschaft verziehen. Er verlor zwar sein Amt als Ältester, wurde aber wegen seiner Reue nicht ausgeschlossen. Aus diesem Grund entscheiden die Kinder, dass die Mutter das Haus verlassen sollte.
Saras Freundin Thea ist ebenfalls Zeugin Jehovas, legt aber auf die Richtlinien ihres Glaubens weniger Wert. So lädt sie Sara zu einer Party in einer Diskothek ein. Bei dieser Party lernt Sara auch Teis kennen. Da Sara noch nie Alkohol getrunken hat, muss sie sich nach einigen Drinks übergeben und will nach Hause. Teis begleitet sie, und so lernen sie sich näher kennen.
Sara vereinbart kurz darauf über einen Chat ein Treffen mit Teis. Da Sara nicht gerne mit Teis gesehen werden will, gehen die beiden spazieren. In einem Geschäft trifft Sara ihren älteren Bruder Jonas. Er erkundigt sich nach dem Wohlbefinden der Familie, die mit ihm nichts zu tun haben will, weil er aus den Reihen der Zeugen Jehovas ausgeschlossen wurde.
Sara erzählt Teis, dass sie Zeugin Jehovas ist, worauf Teis sie bloßstellt. Frustriert fährt Sara nach Hause. Ihrem Vater erzählt sie, sie habe mit Thea gelernt; er darf nicht wissen, dass sie sich mit einem Ungläubigen getroffen hat. Am nächsten Tag entschuldigt sich Teis bei Sara. Sie vergibt ihm und besucht ihn wieder. Bei diesem Besuch erzählt Sara Teis, was es heißt, Zeuge Jehovas zu sein. Sie vergisst die Zeit, und verpasst den Zug nach Hause. Teis überredet sie, bei ihm zu schlafen. An dem Abend kommen sich die beiden näher und küssen sich. Sara und Teis sind ein Paar.
Um dies auf keinen Fall auffliegen zu lassen, bittet Sara Thea um ihre Hilfe. Doch als sich Saras Vater Andreas bei Thea erkundigt, wo Sara war, erzählt ihm Thea die Wahrheit. Als dieser Sara darauf anspricht, beichtet ihm Sara alles. Andreas schaltet sofort die Ältesten ein, damit sie seine Tochter wieder auf den richtigen Weg zurückführen. Nach einer peinlichst genauen Befragung entscheiden die Ältesten, dass Sara zwar nicht bestraft würde, sie müsse aber sofort mit Teis Schluss machen – per Brief. Total unglücklich und verzweifelt schreibt Sara den Brief.
Nach kurzer Zeit gibt es doch ein Treffen zwischen den beiden, in dem Sara ihre Entscheidung bekräftigt. Sie will nichts mehr von Teis.
Dieser erkennt aber, dass Sara ihn liebt und besucht eine der Zusammenkünfte der Zeugen Jehovas, in die auch Sara geht. Er gibt vor, sich für den Glauben zu interessieren, um Sara näher zu sein. Sara freut sich sehr darüber, dass Teis diesen Schritt tut, und kann ihn nun auch von den Ältesten aus sehen, solange sie nicht mit ihm intim wird.
Saras Gefühle für Teis werden immer stärker, sodass sie ihre Bedenken wegen ihres Glaubens über Bord wirft und mit Teis Sex hat.
Sie beschließt, mit Teis zusammenzuziehen, und gibt vor, bei ihrer Mutter zu wohnen. Diese deckt Sara. Sara und Teis ziehen in ein Haus.
Nach einem Streit mit Teis – dieser gesteht Sara, dass er von ihrem Glauben eigentlich nichts wissen will – nimmt Sara auch wieder Kontakt zu ihrem Bruder Jonas auf. Der ist total überrascht, das Sara zu ihm trotz Verbot Kontakt aufnimmt, und sichert ihr seine Hilfe zu.
Nach kurzer Zeit kommt Saras Schwester Elisabeth drauf, dass Sara bei Teis lebt. Nach einem Besuch der Ältesten bei Sara und Teis, indem ihr die Ältesten die Folgen ihrer Lebensweise erklären, und dem Besuch ihres Vaters, der den Kontakt zu ihr abbricht, geht es Sara zunehmend schlechter.
Als sie dann noch ausgeschlossen wird, ihre Schwester mit ihr nichts mehr zu tun haben will und auch ihre Freundin Thea sie wie Luft behandelt, merkt sie, dass sie in ihrer Heimatstadt nicht in Ruhe ein Leben als Nicht-Zeugin führen kann. Schweren Herzens trennt sie sich von Teis. Kurz drauf erfährt sie, dass ihre Freundin Thea bei einem Unfall gestorben ist. Andreas, der Vater von Sara, hält die Trauerrede für Thea, bei der auch Sara versucht, von Thea Abschied zu nehmen. In der Rede weist Andreas auf Theas starken Glauben und ihre Überzeugung, Bluttransfusionen in jedem Fall abzulehnen, hin. Sara rechnet mit ihrem Vater in einem Gespräch nach dieser Ansprache offen ab.
Saras Bruder Jonas ist dem Leben als Außenseiter der Zeugen Jehovas nicht gewachsen. Er wird wieder ein aktiver Zeuge Jehovas.
Sara selbst zieht nach Kopenhagen, um dort zu studieren. Sie will Lehrerin werden.

## Auszeichnungen
- Berlinale 2008 (Berlin International Film Festival), 11. Februar 2008
- Tribeca Film Festival, April 2008
- Transilvania International Film Festival, Rumänien, 4. Juni 2008
- Espoo Film Festival, Finnland, 21. August 2008

- Der Film wurde von Dänemark für die Oscarverleihung 2009 in der Kategorie Bester fremdsprachiger Film eingereicht.[1]